# Semaeopus rubida
Semaeopus rubida là một loài bướm đêm trong họ Geometridae.